# فراپسانوین
به دوران گفتمان فلسفی، اجتماعی و هنری (و سبک تمدنی) پس از دوران پسانوین گفته می شود (Post-postmodernism). 
از جمله زمینه های مرتبط با این موضوع، ویژگی های VUCA در دهه دوم و سوم قرن بیست و یکم میلادی است.